# Cruce malteză

Crucea Ordinului Sf. Ioan

Crucea malteză este o cruce alcătuită din patru patrulatere concave în formă de „V” sau săgeată, care converg într-un punct central în unghi drept, fiecare patrulater având două vârfuri simetrice îndreptate spre exterior. 
Este o variantă de cruce heraldică care s-a dezvoltat din forme anterioare de cruci cu opt vârfuri în secolul al XVI-lea. Cu toate că este asociată în principal cu Ordinul Ospitalierilor (Ordinul Sf. Ioan, acum Ordinul Suveran Militar al Cavalerilor de Malta) și, prin extindere, cu insula Malta, crucea a ajuns să fie folosită de o gamă largă de entități încă din perioada modernă timpurie, cele mai notabile fiind Ordinul Sfântului Ștefan, stema și drapelul orașului Amalfi, Ordinul polonez al Vulturului Alb (1709) și ordinul prusac Pour le Mérite (1740). 
Unicode definește un caracter denumit „cruce malteză” în intervalul Dingbat la poziția U+2720 (✠); cu toate acestea este prezentată grafic de obicei ca o  cruce templieră (echilaterală dreaptă cu capete lărgite).

## Istorie

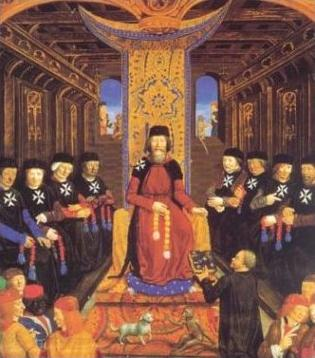
Marele Maestru Pierre d'Aubusson cu cavaleri seniori, purtând „Crucea Rodosului” pe hainele lor. Miniatură din Gestorum Rhodie obsidionis commentarii (relatarea Asediului Rodosului din 1480), BNF Lat 6067 fol. 3v, datată 1483/4.

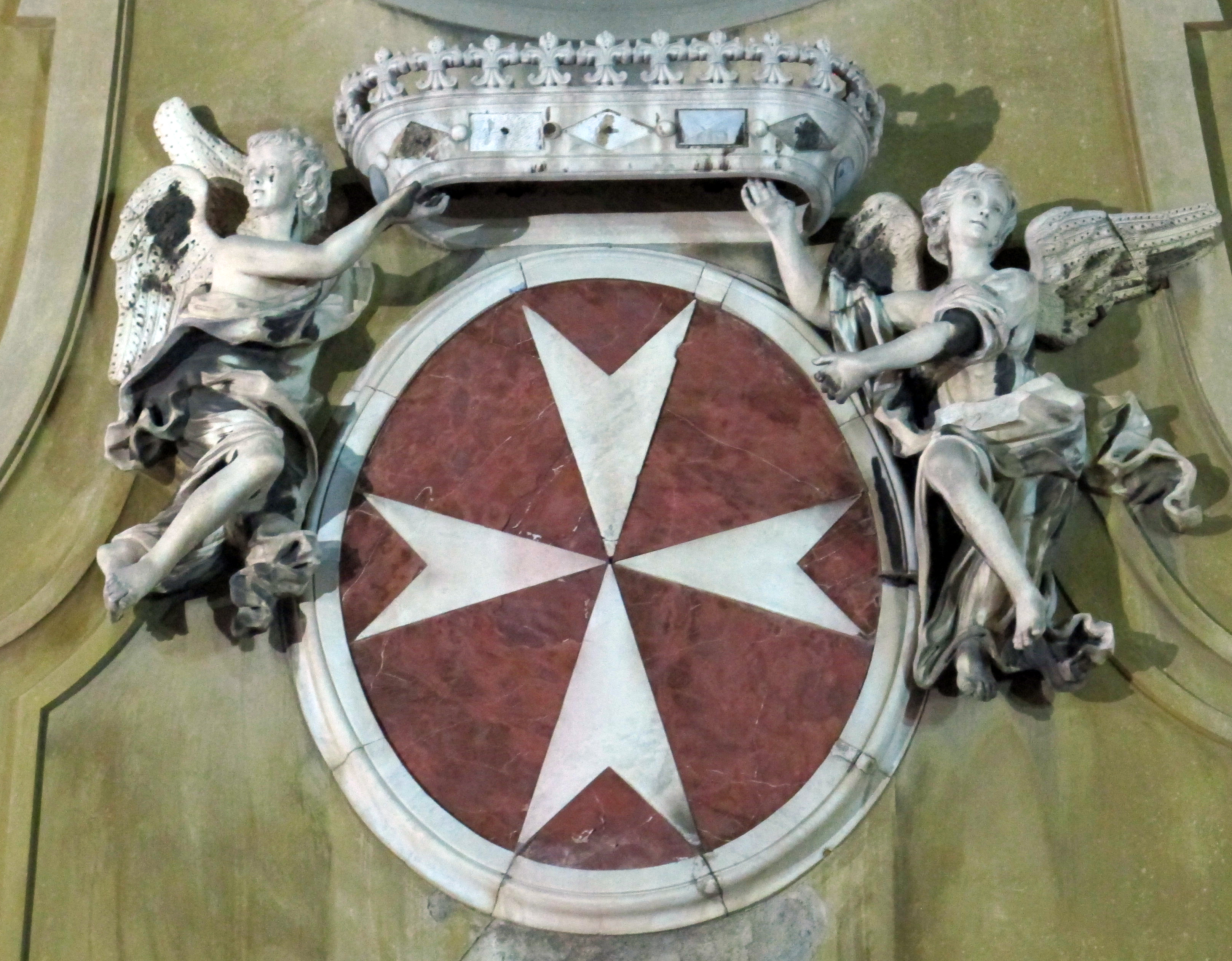
Emblema Ordinului Militar din Malta pe fațada catedralei San Giovannino dei Cavalieri, Florența (1699).

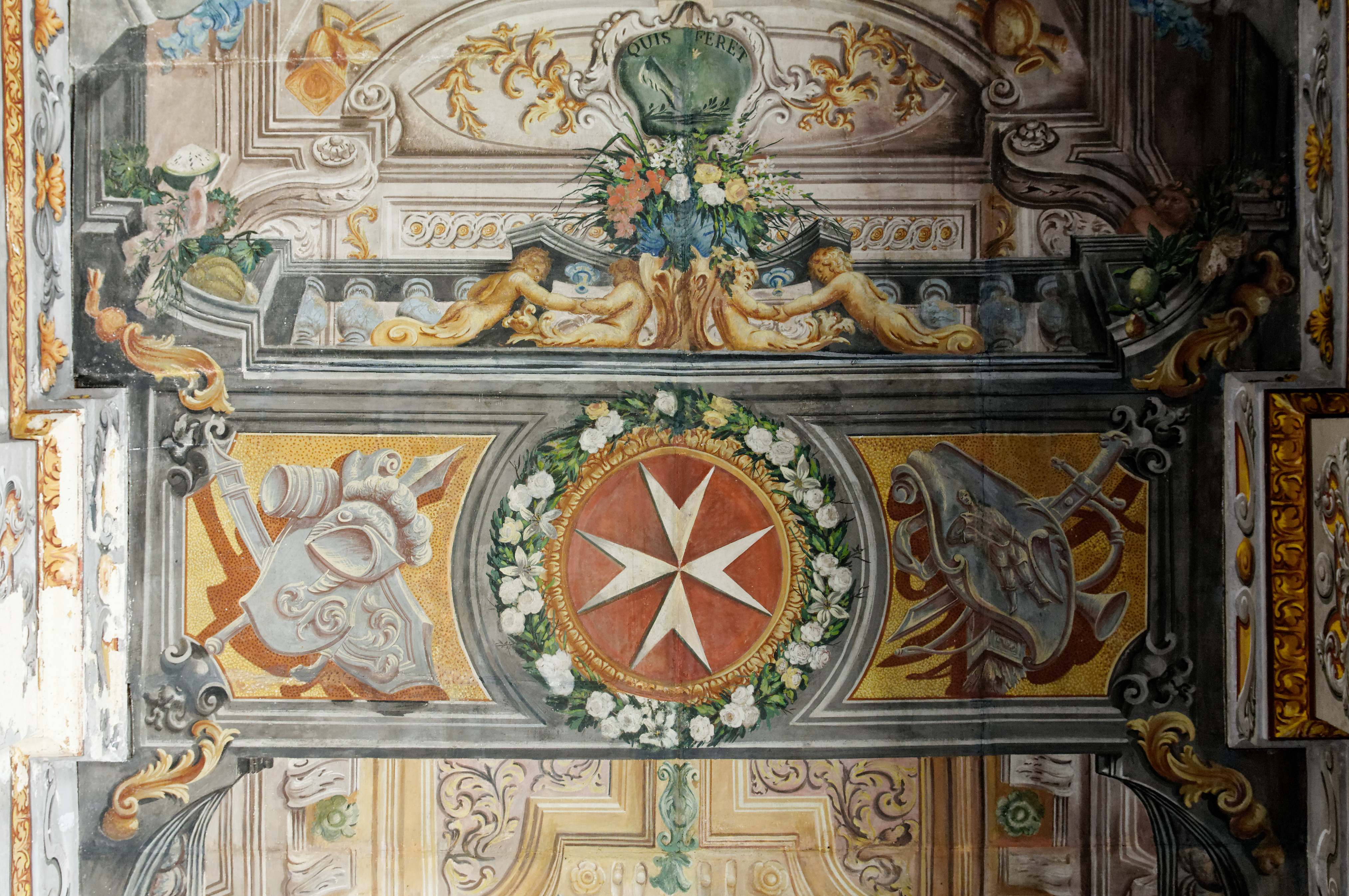
Frescă pe tavanul coridorului principal din Palatul Marelui Maestru din Valletta (Nicolau Nasoni 1724)

Cavalerii Ordinului Ospitalierilor din timpul cruciadelor au folosit o cruce latină simplă. Folosirea ocazională a unei „cruci cu opt puncte” de către ordin a apărut la începutul secolului al XIV-lea. Această formă timpurie era o cruce ancoră (în franceză croix ancrée) care se termină în opt puncte, dar care nu prezintă încă vertexul ascuțit al designului modern. Asocierea crucii cu opt vârfuri cu orașul de coastă din sudul Italiei, Amalfi, a avut loc încă din secolul al XI-lea, deoarece se presupune că designul crucii apare pe monedele emise de Ducatul de Amalfi în acea perioadă. 
Cruci cu opt vârfuri apar pe monedele realizate de Marii Maeștri ai Ordinului, crucile sunt mai întâi brodate pe brațul stâng al halatului Marelui Maestru îngenuncheat așa cum se vede pe aversul unei monede emise în timpul Marelui Maestru Foulques de Villaret (Mare Maestru între 1305 – 1319). În 1489, Ordinul impune tuturor cavalerilor din Malta să poarte „crucea albă cu opt puncte”.
Apariția vertexului ascuțit al designului modern „cu patru săgeți” are loc treptat în perioada secolelor XV-XVI. „Crucea Rodosului” de la începutul secolului al XVI-lea a început să aibă „aspectul ascuțit al capului de săgeată”. Designul complet modern apare pe o monedă de cupru din 1567, creată de Marele Maestru Jean Parisot de Valette (Mare Maestru între  1557-1568). În 1577, Alonso Sanchez Coello l-a pictat pe arhiducele Wenceslaus al Austriei ca mare prior al Ordinului de Malta purtând emblema pe hainele sale. 
Designul apare din nou pe monedele inscripționate la sfârșitul secolului XVII-XVIII. Cruce apare  pe o monedă de cupru datată din 1693, inscripționată în timpul Marelui Maestru Adrien de Wignacourt. Odată cu sfârșitul secolului al XVII-lea, începe să fie prezentată ocazional ca emblemă heraldică alternativă a ordinului. Prezența sa pe fațada Catedralei San Giovannino dei Cavalieri datează din 1699. 

## Simbolism
Crucea malteză definită prin constituția Ordinului Sf. Ioan rămâne simbolul Ordinului Suveran Militar din Malta, al Ordinului Sfântului Ioan și al ordinelor sale aliate, al Ordinului Venerabil al Sfântului Ioan și al diferitelor sub-organizații ale lor. Numeroase alte Ordine de Merit moderne au folosit crucea cu opt puncte. În Australia, crucea cu opt vârfuri face parte din drapelul de stat al Queensland-ului.   
Cele opt puncte ale crucii din opt puncte au primit o serie de interpretări simbolice, precum reprezentarea celor opt Limbi ale Cavalerilor Ospitalieri (Auvergne, Provence, Franța, Aragon, Castilia și Portugalia, Italia, Germania și Insulele Britanice) sau alternativ ca „cele opt obligații sau aspirații” ale cavalerilor.  
Website-uri atât ale ordinului german al Sfântului Ioan (Johanniterorden), cât și ale Ordinului (britanic) Venerabil al Sfântului Ioan asociază cele opt puncte cu cele opt beatitudini.  Un prospect nedatat publicat de principala organizație de servicii a Ordinului Venerabil, St John Ambulance, a atribuit, de asemenea, semnificații seculare punctelor care ar reprezenta trăsăturile unui bun prim ajutor.    

## Utilizare modernă

### Republica Malta

Emblemă civilă malteză

Crucea malteză apare pe varianta drapelului Maltei, pe drapelul naval maltez și pe drapelul standard prezidențial care are câte o cruce malteză în fiecare colț. Monedele euro malteze de 1 și 2 euro, din ianuarie 2008, poartă crucea malteză. De asemenea, este marcă comercială a companiei aeriene naționale malteze, Air Malta plc. 

## Eponime
Arșinicul (Lychnis chalcedonica) mai este denumit și „Crucea malteză”  deoarece petalele sale au o formă similară, cu toate că punctele ei sunt mai rotunjite în forme asemănătoare „inimii”. Floarea Tripterocalyx crux-maltae a fost numită în latină după crucea malteză. Angrenajul de la Geneva este denumit uneori după această cruce, deoarece are o roată dințată asemănătoare crucii malteze.